# Gol d'or
El gol d'or és un mètode emprat per escollir el guanyador en partits d'eliminació que finalitzen amb empat després del temps reglamentari. Les regles del gol d'or permeten que l'equip que marqui primer durant la pròrroga, sigui declarat el guanyador. Així, el partit finalitza quan es marca el gol d'or.

## Regles

### Futbol
En finalitzar el partit en empat, es juga una pròrroga de trenta minuts, dividida en dues meitats. Si algun dels equips marca un gol durant aquest temps extra, aquest equip esdevé el guanyador i el partit finalitza. Si no hi ha gols després de la pròrroga, una tanda de penals decideix el vencedor.

### Hoquei sobre herba
Tornejos internacionals d'hoquei sobre herba com la Copa del Món, la Champions Trophy o els Jocs Olímpics, utilitzen el gol d'or per decidir el guanyador de partits eliminatoris. Durant aquests partits, es juga una pròrroga de 15 minuts, dividida en dues meitats, on el primer equip a marcar aconsegueix la victòria, finalitzant el partit. Si no hi ha gols, després de la pròrroga es disputa una tanda de penals stroke.

## Abolició al futbol
Al febrer de 2004, després de comprovar l'impacte negatiu de les regles del gol d'or i el gol de plata, la IFAB va anunciar que després de la Eurocopa 2004 a Portugal, ambdues normes quedarien abolides del reglament del joc. Per tant, a la Copa del Món de 2006 a Alemanya ja no es va utilitzar el gol d'or durant la fase eliminatòria, tornant a les regles prèvies: si després dels 90 minuts reglamentaris hi ha empat, es juguen dues meitats de 15 minuts cadascuna. Si després d'aquesta pròrroga es continua amb empat, el guanyador és decidit després d'una tanda de penals.